# Meroe Patera

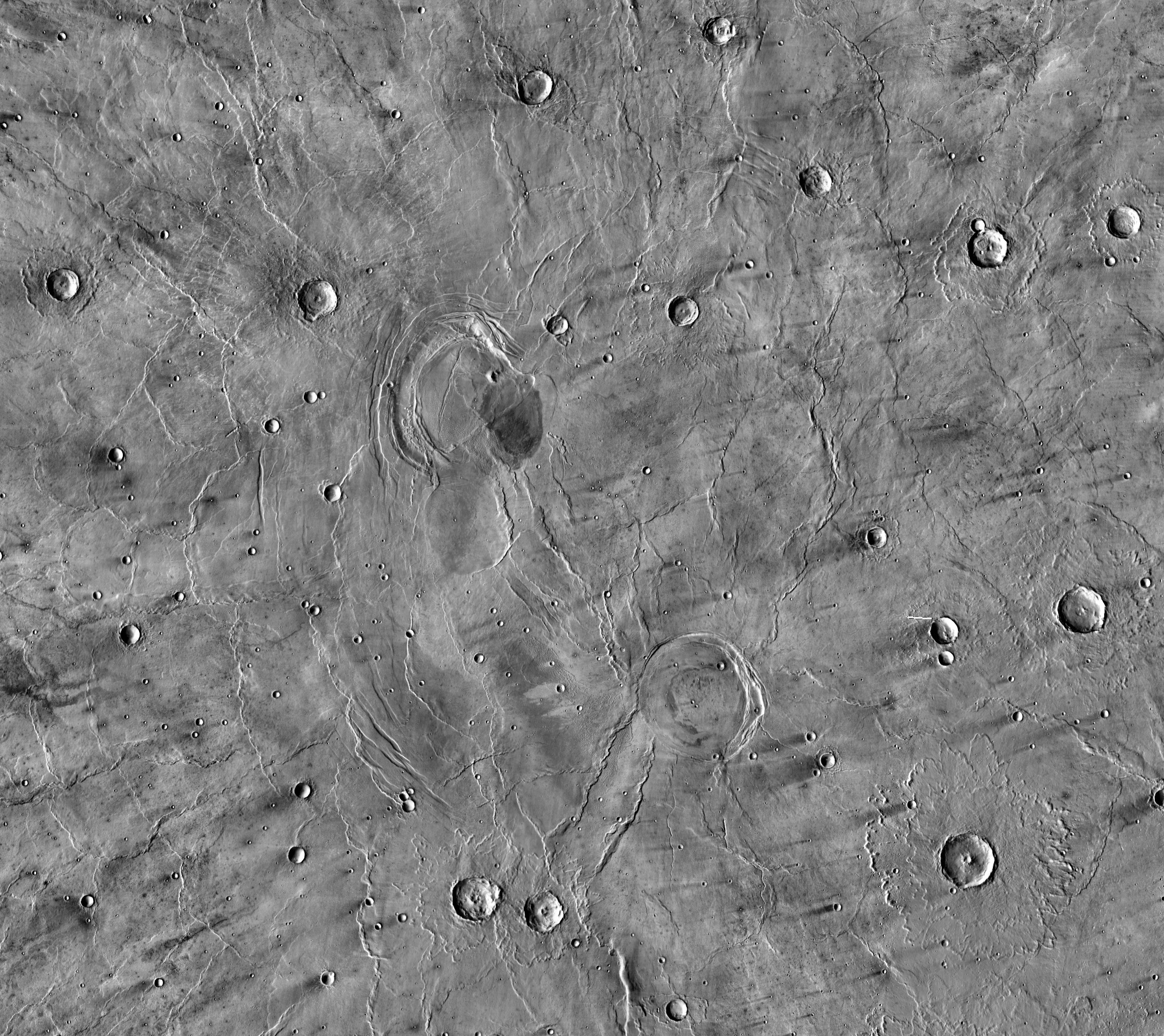
2001 Mars Odyssey THEMIS journée mosaïque d'images infrarouge montrant Meroe Patera (en bas à droite du centre) et Nili Patera (en haut à gauche).

Meroe Patera est une caldeira de Syrtis Major, un volcan bouclier de la planète Mars situé sur le plateau de Syrtis Major Planum. Ce cratère, à la fois la plus petite et la plus ancienne des deux caldeiras actuellement visibles sur ce volcan, mesure 50 km de diamètre et est situé par 6,9° N et 68,6° E, au sud-est de Nili Patera.

### Articles liés
- Géologie de la planète Mars
- Échelle des temps géologiques martiens